# Волжинский, Гавриил Иванович
Гавриил Иванович Волжинский (25 марта 1855 — не ранее 1917) — русский генерал-майор артиллерии, участник Русско-турецкой войны 1877—1878 годов, литератор.

## Биография
Православного вероисповедания. Образование получил в Петровской Полтавской военной гимназии, по окончании которой 9 августа 1872 года поступил на службу в 38-ю артиллерийскую бригаду. В дальнейшем окончил 1-е Павловское военное училище и Офицерскую артиллерийскую школу. 7 августа 1874 года получил первый офицерский чин прапорщика. С 15 октября 1875 года ― подпоручик, а с 9 октября 1876 года ― поручик.
Во время Русско-турецкой войны 1877―1878 годов Волжинский командовал взводом во 2-й батарее 38-й артиллерийской бригады на кавказском театре военных действий. 28 июня 1877 года в составе Эриванского отряда участвовал в освобождении русского гарнизона, осаждённого в цитадели г. Баязета, где артвзвод Волжинского, находясь на передовой линии, значительно способствовал занятию города русскими частями. В ту же войну был контужен. Причислен ко 2-му классу раненых.
По окончании войны 18 декабря 1878 года Волжинскому было присвоен чин штабс-капитана. С 21 декабря 1889 года ― капитан. По состоянию на 1890 год служил в 20-м летучем артиллерийском парке. 27 сентября 1898 года получил чин подполковника и вступил в должность командира кадровой резервной батареи 48-й артиллерийской бригады. 14 февраля 1908 года произведён в полковники, а 18 января следующего года назначен командиром 1-го дивизиона 4-й артиллерийской бригады.
25 марта 1913 года Волжинский был произведён в генерал-майоры с увольнением от службы по возрастному цензу (в день 58-летия), с мундиром и пенсией. Проживал в Санкт-Петербурге (далее — Петрограде, на Боровой ул.). По состоянию на 1917 год — помощник управляющего Петроградской военной гостиницей.

## Награды
- Орден Святой Анны 4-й степени с надписью «За храбрость» (1877)
- Орден Святого Станислава 3-й степени (1882)
- Орден Святой Анны 3-й степени (1896)
- Орден Святого Станислава 2-й степени (1900)
- Орден Святого Владимира 4-й степени с бантом за 25 лет выслуги (1901)
- Орден Святой Анны 2-й степени (1905)